# Psylliodes infandus
Psylliodes infandus là một loài bọ cánh cứng trong họ Chrysomelidae. Loài này được Nadein miêu tả khoa học năm 2005.